# Edith Geheeb
Edith Johanna Geheeb z domu Cassirer, także: Edith Geheeb-Cassirer (ur. 5 sierpnia 1885 w Berlinie, zm. 29 kwietnia 1982 w Haslibergu) – niemiecka pedagożka, żona Paula Geheeba, współzałożycielka szkoły „Odenwald” i „Ecole d'Humanité”.

## Życiorys

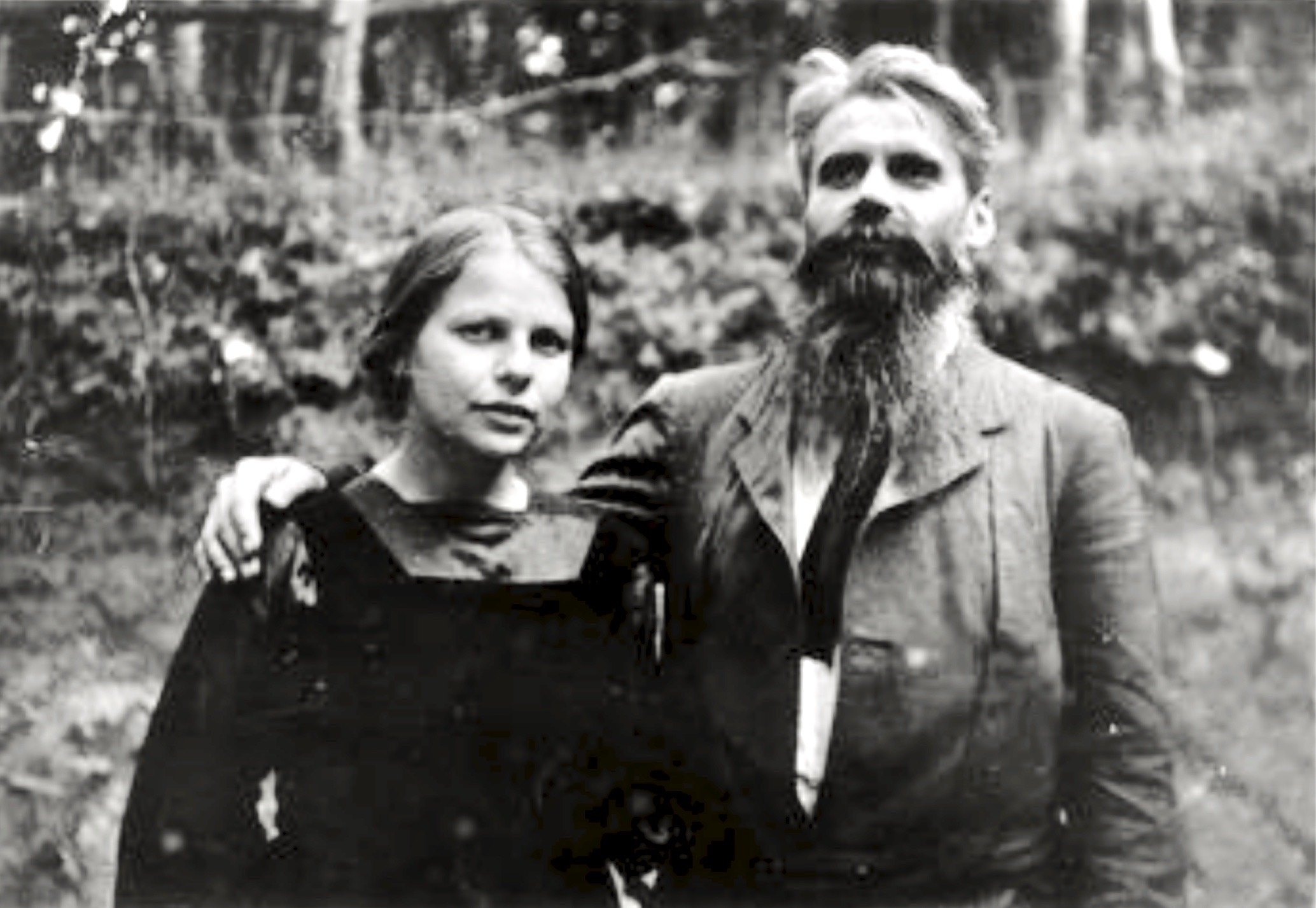
Edith i Paul Geheeb, 1909

Jej rodzice to Hedwig Cassirer z domu Freund i fabrykant Max Cassirer. Była kuzynką Ernsta Cassirera. Została ochrzczona jako protestanka. Znała język angielski.
Ukończyła gimnazjum dla dziewcząt. Następnie uczyła się w dwuletniej Socjalnej Szkole Żeńskiej w Pestalozzi-Froebel Haus w Berlinie, by zostać przedszkolanką, ale rodzice sabotowali ten pomysł i nie dopuścili jej do egzaminów. Po wakacjach we Włoszech wróciła do Berlina, by pod okiem Hedwig Heyl i Anny von Gierke pracować w żeńskich stowarzyszeniach pracy socjalnej oraz w żłobkach. Zaangażowała się w ruch kobiecy. Zaczęła współpracować z Alice Salomon, kierowniczką szkoły, którą ukończyła. Wciąż mieszkała z rodzicami, którzy nie popierali jej wyborów. Kiedy w 1908 dowiedziała się o założonym 2 lata wcześniej eksperymentalnym wiejskim ośrodku edukacyjnym, wyjechała z Berlina i zaczęła staż w Wolnej Szkole Wspólnoty w Wickersdorf. Tam poznała Paula Geheeba z żydowskiej zasymilowanej rodziny. Początkowo jej rodzina nie akceptowała związku z powodu niepewnej sytuacji zawodowej Geheeba oraz jego śmiałych pomysłów na reformę szkolnictwa. Ojciec Edith obawiał się, że Paul wybrał Edith ze względów materialnych. Edith była 15 młodsza od Paula. Ostatecznie ślub odbył się 18 października 1909. Małżonkowie zamieszkali w Darmstadt.
W międzyczasie Paul Geheeb czynił starania o otwarcie nowej szkoły i nie poświęcał żonie wystarczająco dużo czasu. Niemniej, gdy przyszło do decydowania, Geheebowie wspólnie w dniu 17 kwietnia 1910 otworzyli szkołę z internatem w dzielnicy Ober-Hambach w Heppenheim (Bergstrasse) w Hesji. Od pobliskiego lasu nazwali ją Odenwaldschule Ober-Hambach („Odenwald”). Ojciec Edith był fundatorem rozbudowy placówki i do czasu emigracji Geheebów łożył na jej cele. Szkoła była niekwestionowanym liderem reformy szkolnictwa w zakresie koedukacji. Geheebowie czerpali inspirację ze Stanów Zjednoczonych i państw skandynawskich. Realizowali postulaty ruchu feministycznego w zakresie szkolnictwa.
Po 1933 z powodu prześladowania Żydów przez nazistów małżonkowie musieli emigrować do Szwajcarii. Zabrali ze sobą niewielką grupą uczniów, która stopniowo się powiększała. Tymczasowo zamieszkali w Versoix nad Jeziorem Genewskim, potem przenieśli się do kantonu Fryburg. Wielu nauczycieli i młodzież mieszkająca w szkole było uchodźcami z Rzeszy. W dniu 7 października 1941 gazeta "Deutsche Reichsanzeiger" opublikowała decyzje ekspatriacyjne Ministerstwa Spraw Wewnętrznych Rzeszy. Edith Geheeb i jej mąż zostali oficjalnie wysiedleni z Rzeszy Niemieckiej.
Przez długi czas małżonkowie nie byli w stanie znaleźć lokum dla szkoły. Krótko przed tym, jak szwajcarska policja chciała odebrać im wychowanków, Edith Geheeb znalazła miejsce w Goldern koło Haslibergu, gdzie w 1946 powstała „Ecole d'Humanité”. Edith do śmierci uczestniczyła w kierowaniu placówką. Stanowiła jej oparcie. Była uważana za racjonalną realistkę, podczas gdy jej mąż miał skłonność do marzycielstwa.

## Upamiętnienie
W Laguna Beach znajduje się siedziba Fundacji Edith Geheeb-Cassirer. Jej celem jest zapewnienie wsparcia stypendialnego dla studentów o różnym statusie materialnym i pochodzeniu etnicznym, by mieli możliwość rozwijać się w szkołach takich jak Ecole d'Humanité.